# Объединение истории

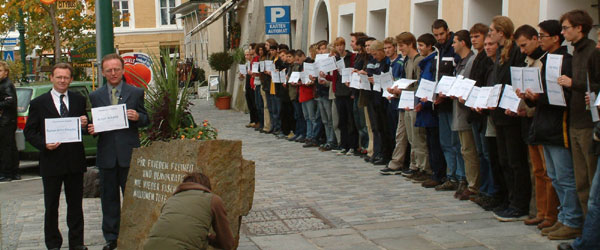
Мэр Бранау Герхард Скиба, Андреас Майслингер (основатель Австрийской службы памяти жертв Холокоста) и другие на демонстрации памяти — возле дома где родился Адольф Гитлер с табличками имен австрийских праведников мира

Объединение истории (нем. Verein für Zeitgeschichte) — общественная организация, которая с 1992 года занимается проведением ежегодной научной конференции по истории в Браунау-на-Инне. Руководителем организации является Андреас Майслингер. В ходе конференций обсуждаются вопросы преодоления негативного исторического наследия, борьба с диктатурой и другие вопросы новейшей истории.

## Тематика конференций
Организацией проведены следующие конференции:
- 1992 — «Ненужное наследие»: места, связанные с неприятными воспоминаниями
- 1993 — «Запретный Контакт»: о взаимоотношениях немцев с военнопленным и иностранными рабочими во время Второй мировой войны
- 1994: Ver-rückte Grenzen: Verbindendes und Trennendes.
- 1995: Notwendiger Verrat: Der Fall Franz Jägerstätter.
- 1996: Verfreundete Nachbarn: Deutschland und das deutsche Österreich.
- 1997: Go West: Faszination Amerika nach 1945.
- 1998: Belastete Namen: Namen und Politik.
- 1999: Notwendige Begegnungen: Albaner, Bosnier, Kroaten, Roma, Serben.
- 2000: Getrennte Wege: Deutsche, Juden, Österreicher, Tschechen.
- 2001 — «Искаженное восприятие»: изображение и реальность синти и рома.
- 2002 — «Слишком мало праведников?»: Мужество и сопротивление диктатуре.
- 2006 — «Вынужденный герой»: Иоганн Филипп Палм.
- 2011 — «Тяжёлое наследство»: 19 лет после конференции «Ненужное наследие».
- 2012 — «Долг»: ответственность элиты тогда и сейчас.
- 2013 — «Обманчивая безопасность». Накануне Первой мировой войны.
- 2014 — endlich deutsch … — Австрия между аншлюсом и войной.
- 2015 — Лагерь «Роковое место»
- 2016 — Сила образов — Образы силы
- 2017 — Религия и современность
- 2018 — 1968
- 2019 — уважаемый — подвергнут остракизм
- 2020 — Слабый пол?
- 2021 — Изобретение истин
- 2022 — Из поместья семьи Вертхайме
- 2023 — Демократия под угрозой.